# Areado
Areado es un municipio brasileño situado en el estado de Minas Gerais. Según el censo de 2022, tiene una población de 13 881 habitantes.
Está ubicado en las coordenadas 21°21'30" de latitud sur y 46°09'20" de longitud oeste, a una altitud de 801 metros sobre el nivel del mar.
Tiene una superficie de 283.12 km² y limita con los municipios de Alterosa, Alfenas, Monte Bello, Divisa Nova y Cabo Verde.
El clima en la zona es templado.